# Dolls (2002)
Dolls (auch: Takeshi Kitanos Dolls) ist ein japanischer Spielfilm aus dem Jahr 2002. Regie bei dem Filmdrama führte Takeshi Kitano, der auch das Drehbuch verfasste.
Der Episodenfilm besteht aus drei lose zusammenhängenden Handlungssträngen, die parallel zueinander und nicht chronologisch verlaufen. Der Film fängt mit einer Bunraku-Vorführung („Der Bote zur Unterwelt“ von Chikamatsu) an und endet auch mit einer.

## Handlung
Ein junger Mann namens Matsumoto löst die Verlobung mit seiner Verlobten Sawako, um die Tochter eines Firmenpräsidenten zu heiraten. Daraufhin begeht diese einen Selbstmordversuch und bleibt geistig weggetreten. Als Matsumoto dies erfährt, rettet er sie aus dem Krankenhaus und bindet sie, damit sie nicht wegläuft, mit einem dicken roten Seil an sich. Beide wandern durch Japan und werden von den Leuten angestarrt und ausgelacht, wenn sie straucheln.
Der zweite Handlungsstrang handelt von einem Mann namens Nukui, der besessen von der Popsängerin Haruna Yamaguchi ist. Als Haruna einen schweren Autounfall erleidet und auf einem Auge zu erblinden droht, blendet Nukui sich selbst, um ihr nahe sein zu können und das Bild ihrer Schönheit vor dem Unfall in sich zu bewahren. Schließlich darf der nun blinde Nukui Haruna treffen und sie machen einen gemeinsamen Spaziergang. Danach stirbt Nukui – vermutlich durch einen Autounfall.
Der dritte Handlungsstrang handelt von einem alten Yakuza-Boss namens Hiro, der sich nach Jahrzehnten an seine Jugendliebe Ryoko erinnert. Als er in den Park geht, wo sie sich früher trafen, merkt er, dass diese immer noch ihr Versprechen einhält, jeden Samstag mit einem Imbiss auf ihn zu warten. Er bringt es aber nicht über sich, sich ihr zu erkennen zu geben. Stattdessen setzt er sich zu ihr und nimmt das Angebot der Lunchbox dankend an, wird jedoch nach dem zweiten Treffen erschossen.

## Veröffentlichungen
Der Film feierte seine Premiere am 5. September 2002 im Wettbewerb um den Goldenen Löwen bei den Internationalen Filmfestspielen von Venedig. Er wurde in der folgenden Zeit auf einigen weiteren Filmfestivals gezeigt. Am 10. Oktober desselben Jahres startete Dolls in den japanischen Kinos. Es folgten Kinostarts in weiteren Ländern. In Deutschland, wo der Film am 30. Oktober 2003 anlief, wurde er ungefähr 12.300 mal gesehen.
Die in den dritten Programmen des Deutschen Fernsehens gezeigte Fassung war gekürzt.

## Rezeption
Der Großteil der Kritiker nahm den Film positiv auf. So schrieb Roger Ebert in der Chicago Sun-Times, der Film sei zwar kein Film für jeden (besonders nicht für die Ungeduldigen), aber Kitano sei, so glaube er, erfolgreich darin, „uns in seine Geschwindigkeit und in seine Welt zu ziehen und uns auf die Traurigkeit der Charaktere zu verlangsamen.“
Das Lexikon des internationalen Films meinte, Dolls sei „als mächtiges Bildpoem voller Melancholie entworfen“. Der Film sei ein „ebenso betörendes wie manchmal befremdendes Meisterwerk, an dessen visueller Schönheit man sich kaum satt sehen kann.“

„Die vordergründige Ruhe, Stille, Langsamkeit und Wortkargheit des Films wird konterkariert durch die fast zerberstende Tragik und Gewalt, die in der Inszenierung und der Darstellung der drei Paare steckt. Diese Gewalt ist nicht jene des Action-Kinos.“

„Die geglückte Verbindung von erlesener Form und allgemein gültigem Inhalt in ‚Dolls‘ lässt Takeshi Kitano endgültig zu den ganz Großen im Regisseurfach gehören, und ‚Takeshi Kitanos Dolls‘ einen festen Platz in der Filmgeschichte einnehmen.“

„Fans von Kitanos anderen Arbeiten […] werden mit ‚Dolls‘ nicht viel anzufangen wissen.“

„[Kitano] zieht die Fäden kundig genug, aber es ist kein Leben in seinen Puppen.“

„transportiert seinen Subtext in den Text […] Die Entscheidung, einen Film zu machen, der nur aus Subtext besteht, geht aber selten gut: solches Kino scheint manchem prätentiös, und, wenn man den Keller freiräumt, ist der Keller logischerweise leer. Das ist der Fall bei Dolls, der alles sagt, was er zu sagen hat“

„Selbstbewußt prächtig […] aber lässt gänzlich teilnahmslos, schematisch, hohl, technisch pubertär. […] Insgesamt wie ein Bad in Sirup.“

„Kitano ist als Filmemacher talentiert genug, dass sogar seine Fehlschläge noch irgendwie faszinieren“

## Auszeichnungen
Bei der Verleihung der Japanese Academy Awards 2003 war der Film für „beste Kamera“, „beste Musik“, „bestes Szenenbild“ und „beste Beleuchtung“ nominiert, wurde aber in keiner der vier Kategorien ausgezeichnet. Den Hochi-Filmpreis erhielt Miho Kanno als „beste Nebendarstellerin“.